# Pretepeni grah
Pretepeni grah, vrsta tradicionalne guste juhe iz međimurske kuhinje, sastavnog dijela nacionalne hrvatske kuhinje. U narodu se još naziva bijeli grah ili grah s mlijekom. To tekuće jelo izvorne recepture priprema se od graha, kao glavnog sastojka, te ostalih sastojaka i dodataka: brašna, kiselog mlijeka, kiselog vrhnja, soli, vode ili jušnog temeljca, octa, ulja, češnjaka, vegete, “lorbeka“ (lovora), bibera te drugih začina prema želji i ukusu. Grah može biti sorte črešnjevec (trešnjevac), mahunar, bijeli, crveni ili dr.

## Priprema
Priprema jela započinje dan ranije, kada se grah stavlja u posudu (zdjelu) s vodom (plastičnu, staklenu ili metalnu), gdje ostaje najmanje nekoliko sati, da ne bude pretvrd za kuhanje. Nakon što se voda drugi dan promijeni, grah se kuha u loncu ili ranjgli dok ne omekša. Potom se dodaje tzv. „pretep“, mješavina kiselog vrhnja, brašna i malo mlijeka, pri čemu se brašno umuti u vrhnje i/ili mlijeko. Dodaju se i ostali sastojci te se još malo sve skupa kuha, dok ne postigne odgovarajuću gustoću. Svi sastojci koji se dodaju grahu, osim lorbeka, prije stavljanja u lonac se usitnjavaju. Ako je jelo pregusto, može se prema želji razrijediti s vodom i još provrijeti neko vrijeme (oko 10 - 15 minuta). Poslužuje se vruće u odgovarajućoj zdjeli. Jede se s kruhom, a prema ukusu i s nasjeckanim lukom ili drugim namirnicama. 

## Vanjske poveznice
- Pretepeni grah - tradicionalno međimursko jelo  Arhivirana inačica izvorne stranice od 20. svibnja 2021. (Wayback Machine)
- Pretep - pripravak za pretepeni grah  Arhivirana inačica izvorne stranice od 20. svibnja 2021. (Wayback Machine)
- Pretepeni grah - jednostavno jelo karakteristično za međimursku kuhinju
- Varijanta recepta za pretepeni grah s mljevenom paprikom
- Recept za pripremu pretepenog graha u KuhaOni